# Храм усікновення глави Іоана Предтечі (Харків)

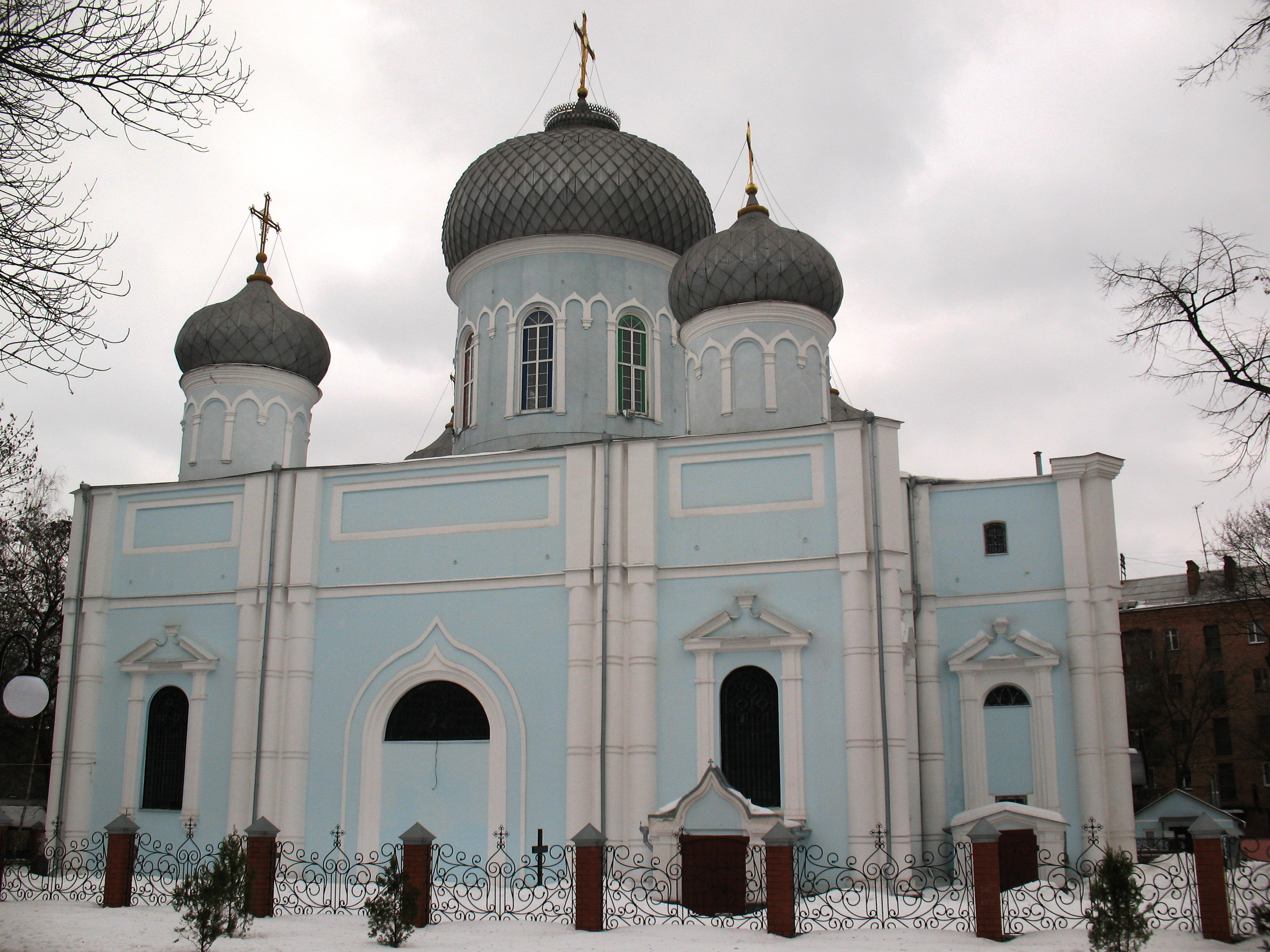

Храм Усікнення Голови Іоанна Хрестителя, Іоанно-Усікновенська кладовищна церква — православний храм у місті Харків, пам'ятка архітектури XIX століття.

## Історія
Храм розташований за адресою: м Харків, вулиця Алчевських, 50-а, на території ліквідованого в 1971 році Іоанно-Усікновенського (Першого міського) кладовища, нині Молодіжного парку. Храм був закладений 25-го травня 1845 року, та освячений в 1857 році як кладовищна церква. Від 1971 року, як парафіяльна церква. 
Архітектори — академік архітектури  Андрій Андрійович Тон і О. Поляков. Хрестово-купольний храм, збудований у російсько-візантийському стилі. Центральний вівтар храму огороджений вітражним іконостасом.
Освячений на честь Усікновення Чесної Голови Іоанна Хрестителя 11-го вересня, 1857 року.
У роки радянської влади храм був пофарбований у темно-сірий колір, як і багато навколишніх будинків. З 1989 до 2007 року храм був біло-цегляно-темно-червоним. Перефарбований на біло-небесно-блакитний колір у 2007–2008 роках.
Належить громаді УПЦ Московського Патріархату.
Пам'ятні місця на території храму:
- На території храму розташовується пам'ятник на честь 1000-ліття хрещення Київської Русі.
- В огорожі Іоанно-Усікновенського храму похований богослов XIX століття, професор 
Харківського університету протоієрей Тимофій Буткевич.